# Club León Fútbol Club
Il Club de Fútbol León, noto semplicemente come León, è una società calcistica messicana, con sede nella città di León. Milita nella Primera División de México, la massima serie del campionato messicano di calcio, e disputa le partite interne allo stadio Nou Camp di León.
Fondato il 20 agosto, 1944, ha vinto otto campionati di massima serie (1948, 1949, 1952, 1956, 1992, Apertura 2013, Clausura 2014, Apertura 2020), cinque Coppe del Messico e cinque Supercoppe del Messico. Nel 1949 fu la prima messicana a conseguire il double campionato-coppa nazionale. Risulta pertanto il sesto club più titolato del Messico, con 17 trofei conquistati. In ambito internazionale, ha conquistato una CONCACAF Champions League (2023) ed una Leagues Cup (2021).
Occupa il 29º posto nella classifica dei migliori club del Centro e Nord America del XX secolo stilata dall'IFFHS.

## Storia

### Esordi, professionismo ed epoca d'oro (1943-1958)
Nella stagione 1943-1944, annata d'esordio della neonata Liga Mayor, non viera una squadra dello stato di Guanajuato, così per la stagione successiva si formò un sodalizio dalla fusione tra Unión de Curtidores e Selección de Guanajuato, con la nascita della Unión-León, che fu iscritta al campionato nazionale di massima divisione nazionale. Con il denaro raccolto dalle donazioni dei tifosi il direttivo comprò calciatori come Marcial Ortiz, Raúl Varela, Alfonso Montemayor, Salvador Ramírez, Conrado Muñiz, Vicente Serrano, Pepe Cortés, "Palitos" Ramírez, Elpidio Sánchez e Duillo Dobles. Il ruolo di direttore tecnico fu affidato a Joaquín Fuente.
Nel 1944-1945 la squadra esordì dunque in Liga Mayor. A parte i calciatori summenzionati, la compagine comprendeva calciatori provenienti dall'Argentina come Miguel Rugilo, primo allenatore e nel contempo portiere titolare, il difensore Bataglia e gli attaccanti Marcos Aurelio, autore di 14 reti nella prima stagione, e Angel Fernandez. La squadra esordì allo stadio Patria il 20 agosto 1944 contro l'Atlante, all'epoca club importante con giocatori come Horacio Casarín, Antolar, "Pelo" Ramos, "Margarita" Gutiérrez. Vinse l'Atlante per 5-3.
Nella stagione 1945-1946 al Club León Fútbol Club si affiancò un'altra squadra cittadina, il San Sebastián de León. La squadra si piazzò quarta su 16 dopo 30 partite, di cui 17 vinte, 4 pareggiate e 9 perse, per un totale di 38 punti. Il miglior marcatore fu Alberto Mendoza con 24 gol.
L'annata 1946-1947 vide l'arrivo di calciatori simbolo come Adalberto López, che diventerà il primo capocannoniere messicano del campionato e primo calciatore del León a vincere la classifica dei marcatori, con 33 gol. La squadra si piazzò seconda con 41 punti: la conquista del titolo fallì per un punto, a causa del pareggio all'ultimo turno contro l'Atlante (laureatosi campione) e malgrado una striscia di 14 partite di fila senza sconfitte. Tra i protagonisti della memorabile annata vi fu anche Marcos Aurelio, autore di 16 gol. La partita contro l'Atlante, un vero e proprio spareggio per il titolo tra le due squadre, si giocò a Città del Messico il 1º giugno 1947 anziché a León, come era in programma, perché in quest'ultima città vi era un'epidemia di malattia mano-piede-bocca. La circostanza favorì l'Atlante, padrone di casa nella capitale. Un altro incontro degno di nota è quello del 9 maggio 1946 contro l'América. Il calciatore dell'América Florencio Caffaratti toccò un cavo elettrico caduto vicino alla porta del León e fu salvato da Alfonso Montemayor, difensore centrale del León, che si precipitò su di lui strappandolo via dal cavo.
Sotto la guida di José María Casullo, nel 1947-1948 i verdi vinsero 15 partite, ne pareggiarono 6 e ne persero 7, di cui 3 in goleada contro Oro (4-0) e Atlas (5-1). Terminarono il torneo a 36 punti, a pari merito con l'Oro de Jalisco. Si rese necessario uno spareggio, che si giocò in due partite. All'andata, allo stadio de los Insurgentes di Città del Messico, finì 0-0, mentre a León vinse la squadra di casa per 2-0 con gol di Pablo Pérez al 51° e Jaime Moncada al 74º minuto. Per il León fu il primo titolo nazionale. "Dumbo" Lópe, con 36 gol, divenne il primo calciatore a vincere due volte la classifica dei marcatori del campionato messicano.
La guida tecnica passò dunque a José María Casullo, che dovette fronteggiare le partenze di Ángel Fernández, ritiratosi dall'attività agonistica, e Marcos Aurelio, venduto al Barcellona alla metà della stagione. Il titolo fu vinto alla penultima giornata grazie alla vittoria per 2-0 contro l'Asturias, con gol di Adalberto López che permise di mantenere la distanza di un punto da Atlas e Guadalajara. Il León vinse anche il torneo di coppa sconfiggendo per 3-0 l'Atlas il 14 agosto 1949, anche se in questo torneo subì la peggiore sconfitta della propria storia, perdendo per 8-2 contro l'Atlas. López divenne capocannoniere del campionato per la terza volta consecutiva con 28 gol, nell'annata del debutto del portiere Antonio Carbajal, futura bandiera del León, con la maglia del Real España, il 2 dicembre 1948.
Nel 1949-1950 la squadra chiuse al terzo posto con 31 punti, a 8 dal Veracruz campione, malgrado la confermata vena realizzativa di Adalberto López, che con 29 reti si piazzò secondo nella classifica dei cannonieri, a un gol da Julio Aparicio del Veracruz. Alla fine del campionato Adalberto López passò all'Atlas e il portiere titolare Eugenio Arenaza all'América per 38 milioni di pesos; fu ingaggiato, invece, il bomber Julio Ayllón dal Veracruz, che realizzò 10 gol nell'annata 1950-1951, conclusa dal León al quarto posto con 26 punti. Quest'ultima annata vide segnalarsi anche Luis Luna, autore di 8 gol.
Sotto la guida di Antonio López Herranz, nel 1951-1952 la squadra riconquistò il titolo. Oltre al ritorno di Marcos Aurelio, Sergio Bravo e Saturnino Martínez, il calciomercato fece registrare l'arrivo di Antonio Carbajal. La rivale, il Guadalajara allenato dall'ex José María Casullo, si dimostrò agguerrita, ma il León la batté ambo le volte per 1-0. Alla penultima giornata il Guadalajara conduceva la classifica con 30 punti, seguito dal León a 29. All'ultimo turno la sconfitta per 1-0 dei Chivas contro il Puebla fece il paio con la vittoria per 1-0 del León contro l'Atlante: il 20 dicembre 1951 gli uomini di Herranz ottennero dunque il titolo nazionale, con Marcos Aurelio miglior marcatore (11 reti).

## Strutture

### Stadio

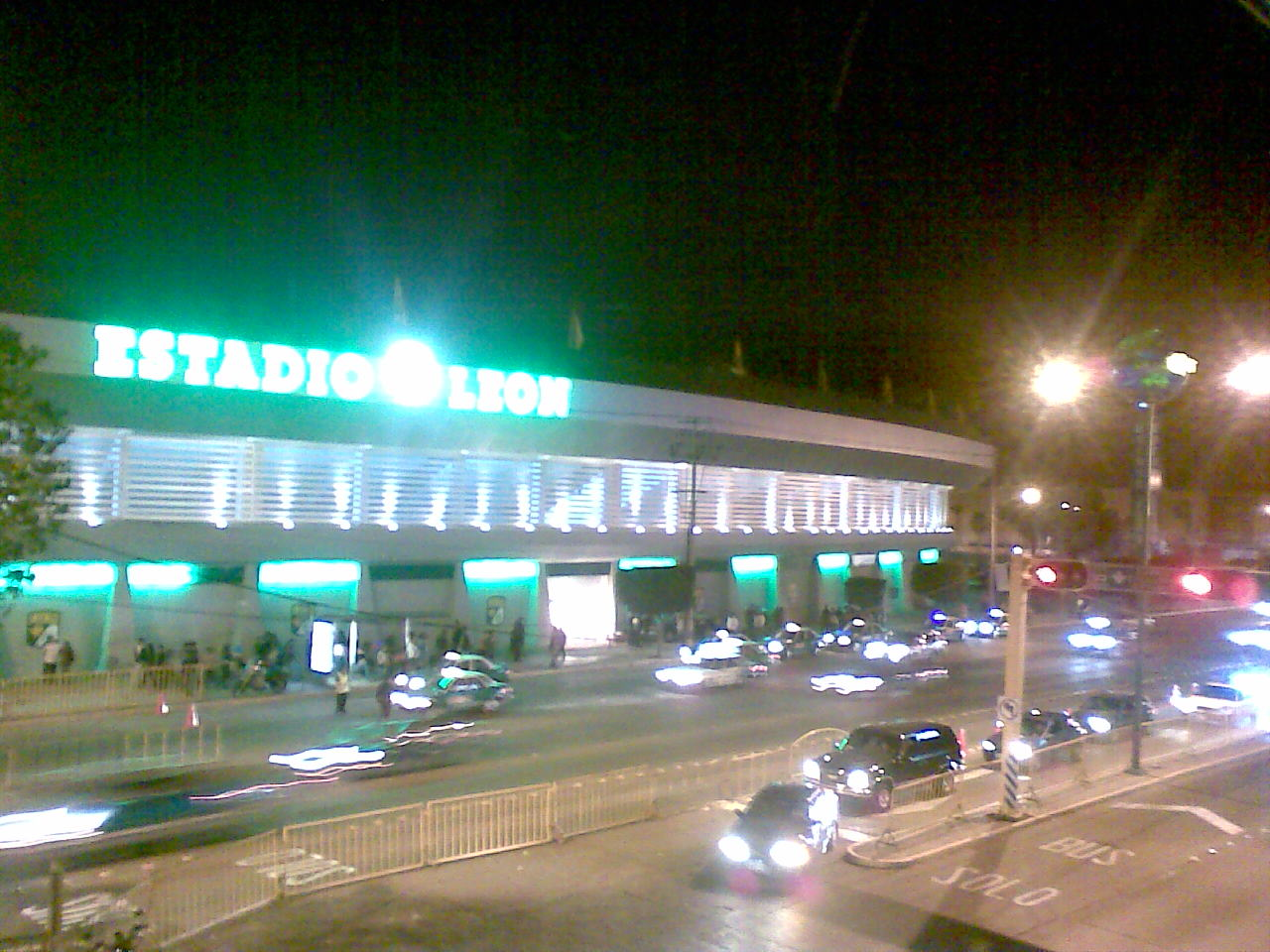
Veduta notturna dello view stadio Nou Camp.

Il León gioca le proprie partite interne allo stadio Nou Camp, detto stadio León. La sua costruzione iniziò il 18 agosto 1965 e terminò alla fine del 1966. Il 4 febbraio 1967 si tenne il primo match nello stadio, la partita vinta per 2-1 dal León contro l'América, valida per il campionato messicano del 1966-1967. Il 1º marzo seguente lo stadio fu inaugurato ufficialmente con una partita vinta per 2-1 dal Santos contro il River Plate. Lo stadio ha ospitato due volte il campionato mondiale di calcio, nel 1970 e nel 1986.

## Allenatori
- Juan Ricardo Faccio (1982)
- Pedro García Barros (1987-1988)
- Víctor Manuel Vucetich (25 set 1990 - 30 giu 1993)
- Sebastião Lazaroni (1993-1994)
- Roberto Saporiti (1994)
- José Luis Saldívar (1996)
- Carlos Reinoso (1997)
- Aníbal Ruiz (1997-1998)
- Alberto Guerra (1998)
- Carlos Reinoso (1999-2000)
- José Luis Saldívar (2000)
- Enrique López Zarza (27 mar 2001 - 16 apr 2001)
- Pablo Centrone (2001-2003)
- Efraín Flores (2002)
- Carlos Reinoso (2003)
- José Luis Saldívar (2005)
- Sergio Bueno (1° gen 2007 - 30 giu 2008)
- Mario García (1° lug 2008 - 13 ott 2008)
- Salvador Reyes (1° lug 2009 - 24 ott 2009)
- José Luis Salgado (1° gen 2010 - 24 lug 2010)
- Sergio Orduña (7 ago 2010 - 22 ago 2010)
- Pintado (10 sett 2010 - 31 dic 2010)
- Tita (1° gen 2011 - 24 sett 2011)
- Pedro Muñoz (15 set 2011 - 31 dic 2011)
- Gustavo Matosas (1° gen 2012 – 24 nov 2014)
- Juan Antonio Pizzi (4 dic 2014 - 28 gen 2016)
- Fernando Tena (feb 2016 - set 2016)
- Javier Torrente (set 2016 - set 2017)
- Gustavo Díaz (set 2017 - set 2018)
- Ignacio Ambríz (set 2018 - oggi)

## Organico

### Rosa 2024-2025
Aggiornata al 30 dicembre 2024.
| N. |                      | Ruolo | Calciatore      |
| -- | -------------------- | ----- | --------------- |
| 1  | Messico (bandiera)   | P     | Alfonso Blanco  |
| 2  | Messico (bandiera)   | D     | Mauricio Isais  |
| 3  | Messico (bandiera)   | D     | Pedro Hernández |
| 7  | Messico (bandiera)   | D     | Iván Moreno     |
| 8  | Cile (bandiera)      | C     | Luciano Cabral  |
| 9  | Argentina (bandiera) | C     | Emiliano Rigoni |
| 10 | Colombia (bandiera)  | C     | James Rodríguez |
| 11 | Colombia (bandiera)  | C     | Stiven Mendoza  |
| 12 | Messico (bandiera)   | P     | Óscar Jiménez   |
| 13 | Ecuador (bandiera)   | C     | Jordy Alcívar   |
| 14 | Messico (bandiera)   | A     | Ettson Ayón     |
| 15 | Colombia (bandiera)  | C     | Edgar Guerra    |
| 17 | Messico (bandiera)   | D     | Jesús Hernández |
| 19 | Uruguay (bandiera)   | D     | Diego Hernández |
| 20 | Messico (bandiera)   | A     | José Alvarado   |

| N. |                      | Ruolo | Calciatore       |
| -- | -------------------- | ----- | ---------------- |
| 21 | Colombia (bandiera)  | C     | Jaine Barreiro   |
| 22 | Argentina (bandiera) | D     | Adonis Frías     |
| 23 | Messico (bandiera)   | P     | Óscar García     |
| 25 | Messico (bandiera)   | D     | Paul Bellón      |
| 26 | Messico (bandiera)   | D     | Salvador Reyes   |
| 27 | Messico (bandiera)   | C     | Ángel Estrada    |
| 28 | Messico (bandiera)   | D     | David Ramírez    |
| 29 | Venezuela (bandiera) | A     | Jhonder Cádiz    |
| 30 | Uruguay (bandiera)   | C     | Gonzalo Nápoli   |
| 31 | Messico (bandiera)   | C     | Sebastián Santos |
| 32 | Messico (bandiera)   | D     | Luis Cervantes   |
| 33 | Messico (bandiera)   | C     | Héctor Uribe     |
| 34 | Messico (bandiera)   | D     | Víctor Barajas   |
| 35 | Messico (bandiera)   | D     | Diego Luna       |
|    | Colombia (bandiera)  | C     | Omar Fernández   |

## Palmarès

### Competizioni nazionali
- Campionato messicano: 8

1947-1948, 1948-1949, 1951-1952, 1955-1956, 1991-1992, Apertura 2013, Clausura 2014, Apertura 2020
- Coppa del Messico: 5

1949, 1958, 1967, 1971, 1972
- Supercoppe del Messico: 5

1948, 1949, 1956, 1971, 1972
- Liga de Ascenso de México: 1

Clausura 2012

### Competizioni internazionali
- CONCACAF Champions League: 1

2023
- Leagues Cup: 1

2021

### Altri piazzamenti
- Campionato messicano:

Secondo posto: 1946-1947, 1952-1953, 1958-1959, 1972-1973, 1974-1975, Invierno 1997
Terzo posto: 1949-1950, 1952-1953, 1956-1957
- Copa México:

Finalista: 1956-1957, 1958-1959, 1965-1966, Apertura 2015
- Supercoppa del Messico:

Finalista: 1952, 1958, 1967, 2021
- CONCACAF Champions' Cup:

Finalista: 1993